# Norman Rasmussen

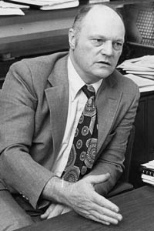
Norman Rasmussen

Norman Carl Rasmussen (* 12. November 1927 in Harrisburg; † 18. Juli 2003 in Concord) war ein US-amerikanischer Kernphysiker und Kerntechniker.

## Leben
Rasmussen wuchs auf einer Farm auf und ging in Gettysburg zur Schule. Er studierte nach dem Dienst in der US-Navy 1945/46 Physik am Gettysburg College und ab 1950 am Massachusetts Institute of Technology, wo er 1956 bei Robley D. Evans promoviert wurde (Standardization of electron capture isotopes), Instructor und ab 1958 Professor wurde. Dort blieb er den Rest seiner Karriere in der Abteilung Kerntechnik, die Mitte der 1950er Jahre am MIT um einen neu eingerichteten Forschungsreaktor entstand. 1975 bis 1981 leitete er die Abteilung. 1983 wurde er McAfee Professor of Nuclear Engineering. 1994 emeritierte er. Er starb an den Folgen der Parkinson-Krankheit.
1985 erhielt er den Enrico-Fermi-Preis für seine Studien zur Reaktorsicherheit. Er war Mitglied der National Academy of Engineering (seit 1978), der National Academy of Sciences (seit 1979) und der American Academy of Arts and Sciences (seit 1981). 1982 bis 1987 war er unter Präsident Ronald Reagan im National Science Board. 1974 bis 1978 war er im Defense Science Board.
Er war seit 1952 mit Thalia Tichenor verheiratet und hatte einen Sohn und eine Tochter. In seiner Freizeit beschäftigte er sich mit Holzarbeiten und war ein Amateur-Ornithologe.

## Werk
Rasmussen beschäftigte sich zunächst mit Gammastrahlenspektroskopie, wobei er am MIT an der Entwicklung von Spektrometern und Detektoren beteiligt war, Zerfallsspektren vermaß und mit dem Gammaspektrum Materialzusammensetzungen bestimmte, insbesondere von verbrauchten Kernbrennstäben. Dabei wurden seine Methoden sowohl im US Kernwaffenprogramm als auch bei der IAEA angewandt. In den 1950er und 1960er Jahren untersuchte er auch die Strahlendosisleistungen, die Teilnehmer an US-amerikanischen Atombombentests erhielten.

### Rasmussen Report
Rasmussen war der Leiter der einflussreichen US-amerikanischen  Reaktorsicherheitsstudie der Atomic Energy Commission (AEC) von 1975 (WASH 1400, Rasmussen Report, RSS). Er führte dazu erstmals in der Kerntechnik neue wahrscheinlichkeitstheoretische Verfahren der Sicherheitsbeurteilung ein (Probabilistic Risk Assessment, PRA). Sie kamen zur Schlussfolgerung (insbesondere in dem Executive Summary, dass den 3300 Seiten langen, 14 Bände umfassenden Report zusammenfasste), dass die Kernkraftrisiken sehr niedrig waren – insbesondere der Vergleich des Risikos für einzelne Bürger mit der Wahrscheinlichkeit, von einem Meteoriten getroffen zu werden, blieb in der Öffentlichkeit haften. Die Schlussfolgerungen führten schon bei der Veröffentlichung zu Kritik von wissenschaftlicher Seite. Geäußert zum Beispiel von Frank von Hippel im Bulletin of Atomic Scientist im Februar 1977 (Looking back on the Rasmussen Report), von der Union of Concerned Scientists, von einer eigenen Kommission der American Physical Society unter Harold Lewis und einer Kommission von Lewis im Auftrag der  US-amerikanischen Aufsichtsbehörde für zivile Kernkraft (Nuclear Regulatory Commission, NRC). Nach diesem Lewis Report distanzierte sich die NRC 1979 von den Werten der Risikoabschätzungen und der Executive Summary des Rasmussen Reports. Der Rasmussen Report und dessen Methoden war Vorbild für weitere Studien in der Kernindustrie, zum Beispiel der Deutschen Risikostudie Kernkraftwerke (DRS) der Gesellschaft für Reaktorsicherheit (GRS) (1979, 1989). In den USA wurde der Rasmussen Report durch verbesserte Studien der NRC abgelöst.
Rasmussen war auch als Reaktorsicherheitsexperte in den Medien, zum Beispiel in einer Fernsehdebatte mit dem Verbraucheranwalt und Kritiker des RSS Ralph Nader 1975.